# Сіндзьо (Окаяма)
35°10′46″ пн. ш. 133°34′4″ сх. д. / 35.17944° пн. ш. 133.56778° сх. д.
Сіндзьо (яп. 新庄村) — село в Японії, в префектурі Окаяма.